# 준과 제니퍼 기본스
준 기본스(June Gibbons, 1963년 4월 11일~ )와 제니퍼 기본스(Jennifer Gibbons, 1963년 4월 11일 ~ 1993년 3월 9일)는 웨일스의 일란성 쌍둥이 자매이다. 조용한 쌍둥이로도 알려졌는데, 그 이유는 그들이 서로끼리만 소통하였기 때문이다. 픽션 작품을 쓰기 시작했으나 나중에 범죄로 시선을 돌렸다. 두 여성 모두 브로드무어 병원에 입원되었고 이곳에서 11년 동안 수감되었다.

## 어린 시절
준과 제니퍼는 카리브해 이민자 글로리아, 오브리 기본스의 딸들이다. 글로리아는 주부였고 오브리는 영국 왕립공군의 기술자로 일했다. 예멘에서 출생한 직후 가족은 웨일스 해버퍼드웨스트로 자리를 옮겼다. 쌍둥이 자매는 서로 떨어질 수 없었으며 이들의 특이하고도 빠른 속도의 바베이도스크리올어(Bajan Creole)는 사람들이 이들을 이해하기 어렵게 만들었다. 공동체의 유일한 흑인 아이들이었기에 이들은 학교에서 외면을 받았다. 이는 쌍둥이들에게 트라우마가 된 것으로 입증되었고 마침내 학교 관리자들은 이들이 따돌림을 당하지 않도록 일찌감치 이들을 퇴학 처리시켰다. 그들의 언어는 당시 훨씬 더 특이하게 바뀌어갔다. 곧, 다른 사람들에게는 이해할 수 없을 정도가 되었다. 끝내 쌍둥이들은 서로에게, 또 여동생 로즈(Rose)를 제외하고는 누구에게도 말을 걸지 않았다.
쌍둥이가 14살이 되었을 때 치료사들은 이들을 다른 사람들과 소통하시키는 것을 시도했으나 실패했다. 이들의 고립을 풀고자 하는 시도로, 떨어진 기숙학교로 보내졌으나 긴장증이 발생하여 이들이 갈라졌을 때에는 완전히 내향적으로 되었다.

## 독창성
이들이 다시 합쳐졌을 때 둘은 자신들의 침실에서 격리된 채 수년을 보냈고 인형들과 정교한 연극을 하였다. 이들은 일련의 연속극 스타일로 연극과 스토리를 만들었으며 자신의 동생 로즈를 위한 선물로 이것들 중 일부를 테이프에 크게 읽어내려갔다. 1979년 크리스마스에 한 쌍의 선물 다이어리에 고무된 이들은 자신들의 이력을 써나가기 시작했다. 창의적인 글쓰기로 통신판매 코스를 요청했고 각각 여러 소설을 썼다. 주로 미국, 특히 캘리포니아주 말리부를 배경으로 한 이 이야기들은 낯설고 종종 범죄적인 행동을 보이는 젊은 남성과 여성들이 등장한다.

### 기타 출처
- 올리버 색스, "Bound Together in Fantasy and Crime" in 뉴욕 타임스 review of The Silent Twins, 19 October 1986.
- Jennifer Gibbons, 29, 'Silent Twin' of a Study Announcement of Jennifer's death in the New York Times, 12 March 1993.
- de Angelis, April (2007년 6월 28일). “April de Angelis on troubled twins Jennifer and June Gibbons”. 《가디언》 (London: GMG). ISSN 0261-3077. OCLC 60623878. 2013년 7월 19일에 확인함.